# Charles Rechenmann
Charles Rechenmann (1912-1944, Buchenwald) fut, pendant la Seconde Guerre mondiale, un agent secret français du Special Operations Executive, section F. Il dirigea le réseau ROVER. Il fut arrêté, déporté et exécuté par les Allemands.

## Informations biographiques
Charles Rechenmann naît le 24 août 1912, en France.
En 1935, il entre comme ingénieur dans la société MECI à Paris.
Au cours de la guerre de 1940, il est fait prisonnier. Il est libéré le 4 août 1940 en tant que Lorrain, à la condition qu’il reste en Lorraine ou en Allemagne.
Après quelques essais infructueux de franchissement des Pyrénées vers l’Espagne, il va à Tarbes et en juin 1941 se revendique comme étant un représentant de la société MECI en zone libre et y ouvre des bureaux.
Début 1942, il est contacté par Benjamin Cowburn, un agent du SOE section F qui effectue sa première mission en France et qu’il connaissait avant-guerre lorsqu’il était employé de raffinerie pétrolière à Paris. Charles Rechenmann accepte de devenir l’agent de Cowburn au sein de la zone non occupée.
En juin 1942, Charles Rechenmann est la première personne avec qui Benjamin Cowburn prend contact, juste après son retour en France pour sa seconde mission. Charles Rechenmann forme un « groupe Rechenmann ».
Sur la recommandation de Benjamin Cowburn, Maurice Southgate « Hector », chef du réseau STATIONER arrivé en janvier 1943, prend contact, par l’intermédiaire de Mlle Pilar Alvarez « Irène », boîte aux lettres locale, avec Charles Rechenmann qui désormais lui est rattaché pour la région de Tarbes (Hautes-Pyrénées). Rechenmann y structure le « groupe Rechenmann » en groupes de sabotage et organise la réception de parachutages d’armes. En septembre 1943, il recrute Alphonse Sybille, alias Louis Sicambre.
La section F rappelle Maurice Southgate, qui rentre à Londres par avion clandestin dans la nuit du 16 au 17 octobre 1943. Elle fait venir aussi Charles Rechenmann pour lui donner la formation complète d’agent. Charles Rechenmann part en Angleterre dans la nuit du 15 au 16 novembre 1943, par avion Hudson. Il soumet un plan d’action complet pour son groupe à déclencher lors du débarquement. Le plan est approuvé.
De novembre 1943 à janvier 1944, Charles Rechenmann suit la formation et l’entraînement d’agent secret dans les écoles d’entraînement spécial du SOE. Le 17 janvier 1944, il est promu lieutenant. Le 22 janvier 1944, son bilan de formation est jugé excellent. Et le 24 janvier 1944, il signe, sous le pseudonyme « Raymond » un engagement de confidentialité.
Il revient par mer le 21 mars 1944. Son nom de guerre est désormais « Julien ». Il doit rassembler ses amis autour de Tarbes dans un réseau plus formel, appelé ROVER, qui mette en pratique les consignes et les méthodes de la section F. Dans ce cadre nouveau, il confie la direction du réseau ROVER à Alphonse Sybille, qui organise des sabotages d'usines. Rechenmann prend part au sabotage des usines Hispano-Suiza le 23 mars.
Fin mars 1944, Charles Rechenmann rencontre Allyre Sirois, son opérateur radio arrivé début mars et qui attend ses instructions depuis ce moment-là, à Toulouse. Celui-ci établit sa première liaison radio avec Londres début avril depuis Saint-Sulpice-les-Champs (Creuse). Le 19 avril, les deux hommes se déplacent à Angoulême (Charente), où ils reprennent l'action.
Le 10 mai 1944, il est arrêté à Angoulême, au restaurant Le Cheval de Bronze, en même temps que René Bouchereau. En août 1944, il est déporté à Buchenwald. Le 10 septembre 1944, il est pendu au crématoire du camp.

## Identités
- État civil : Charles Théophile Rechenmann
- Comme agent du SOE, section F :
  - Pseudo lors de la formation : « Charles Raymond »[5]
  - Nom de guerre (field name) : « Julien »
  - Nom de code opérationnel : ROVER (en français VAGABOND)

Parcours militaire : SOE, section F, General List ; grade : captain ; matricule : 309474

## Famille et proches
- Son père : Théophile Rechenmann
- Sa mère : Marie née Curin
- Sa compagne de résistance : Maria del Pilar, réfugiée espagnole, future mère de Catherine et Françoise Laborde (Catherine évoque cette relation dans son quatrième ouvrage Maria del Pilar)[6].

## Reconnaissance

### Décorations
- Ordre de l'Empire britannique à titre civil
- Croix de guerre 1939–1945

### Monuments
- Étant l'un des 104 agents de la section F morts pour la France, il est honoré au Mémorial de Valençay, dans l'Indre.
- Mémorial de Brookwood, Surrey, panneau 21, colonne 3.
- Au camp de Buchenwald, une plaque, inaugurée le 15 octobre 2010, honore la mémoire des officiers alliés du bloc 17 assassinés entre septembre 1944 et mars 1945, notamment vingt agents du SOE, parmi lesquels figure « Rechenmann, Capt. C.T. ».

## Sources
- Fiche Charles Rechenmann, avec photographies sur le site Special Forces Roll of Honor.
- "National Archives" britanniques : le dossier personnel de Charles Rechenmann, aka Charles Raymond, porte la référence HS 9/1238/1.
- Hugh Verity, Nous atterrissions de nuit, 5e édition, Vario, 2004,  (ISBN 2-913663-10-9)
- Michael R. D. Foot, Des Anglais dans la Résistance. Le Service Secret Britannique d'Action (SOE) en France 1940-1944, annot. Jean-Louis Crémieux-Brilhac, Tallandier, 2008,  (ISBN 978-2-84734-329-8) /  (EAN 9782847343298). Traduction en français par Rachel Bouyssou de (en) SOE in France. An account of the Work of the British Special Operations Executive in France, 1940-1944, London, Her Majesty's Stationery Office, 1966, 1968 ; Whitehall History Publishing, in association with Frank Cass, 2004. Ce livre présente la version officielle britannique de l’histoire du SOE en France.
- Lt. Col. E.G. Boxshall, Chronology of SOE operations with the resistance in France during world war II, 1960, document dactylographié (exemplaire en provenance de la bibliothèque de Pearl Witherington-Cornioley, consultable à la bibliothèque de Valençay). Voir sheets 12, TINKER ; 30, STATIONER ; et 54, CARVER.
- Juge Allyre L. Sirois, Un Canadien derrière les lignes ennemies, Bibliothèque de l’Ouest, collection fransaskoise, série « Gens du pays » (volume no 2), Les Éditions Louis Riel, Coopérative Ltée, Ottawa, 1991 ;  (ISBN 2-921385-00-7 et 0-920859-20-8).
- Catherine Laborde, Maria del Pilar, Anne Carrière 2009.
- Yazid Alili, Agents secrets britanniques dans les Hautes-Pyrénées, Éditions Le Solitaire, 2012,  (ISBN 978-2-364070615)
- Benjamin Cowburn, Sans cape ni épée, Gallimard, 1958.